# Giới hạn Hayflick

Hoạt hình về cấu trúc của một phần của DNA. Các base nằm ngang giữa hai sợi xoắn ốc. Nitơ: xanh dương, oxy: đỏ, carbon: xanh lá cây, hydro: trắng, phosphor: cam

Giới hạn Hayflick, hay hiện tượng Hayflick, là số lần một quần thể tế bào người bình thường sẽ phân chia trước khi quá trình phân chia tế bào dừng lại.
Khái niệm về giới hạn Hayflick đã được nhà giải phẫu học người Mỹ Leonard Hayflick đưa ra vào năm 1961 tại Viện Wistar ở Philadelphia, Pennsylvania, Hoa Kỳ. Hayflick chứng minh rằng một quần thể tế bào của bào thai con người bình thường sẽ phân chia từ 40 đến 60 lần trong nuôi cấy tế bào trước khi bước vào giai đoạn lão hóa. Phát hiện này đã bác bỏ luận điểm rằng các tế bào bình thường là bất tử của Alexis Carrel, người đoạt giải Nobel người Pháp.
Mỗi khi một tế bào trải qua quá trình nguyên phân, các telomere ở hai đầu của mỗi nhiễm sắc thể sẽ rút ngắn lại một chút. Sự phân chia tế bào sẽ chấm dứt khi telomere rút ngắn đến một chiều dài tới hạn. Hayflick giải thích khám phá của mình là sự lão hóa ở cấp độ tế bào. Sự lão hóa của quần thể tế bào dường như tương quan với sự lão hóa vật lý tổng thể của một sinh vật.
Người đoạt giải Nobel người Úc Macfarlane Burnet đã đặt ra cái tên "giới hạn Hayflick" trong cuốn sách Intrinsic Mutagenesis: A Genetic Approach to Ageing xuất bản năm 1974 của mình.

## Lịch sử

### Niềm tin vào sự bất tử của tế bào
Trước phát hiện của Leonard Hayflick, người ta tin rằng các tế bào của động vật có xương sống có khả năng nhân lên vô hạn. Alexis Carrel, một bác sĩ phẫu thuật từng đoạt giải Nobel, đã tuyên bố rằng "tất cả các tế bào được nuôi cấy trong nuôi cấy mô là bất tử, và việc thiếu sự sao chép tế bào liên tục là do sự thiếu hiểu biết về cách nuôi cấy tế bào tốt nhất". Ông tuyên bố đã nuôi cấy nguyên bào sợi từ trái tim của những con gà (thường sống từ 5 đến 10 năm) và giữ cho nền nuôi cấy phát triển trong 34 năm.
Tuy nhiên, các nhà khoa học khác đã không thể tái hiện được kết quả của Carrel, và họ bị nghi ngờ là do lỗi trong quy trình thử nghiệm. Để cung cấp chất dinh dưỡng cần thiết, tế bào gốc phôi của gà có thể đã được bổ sung lại vào môi trường nuôi cấy hàng ngày. Điều này sẽ dễ dàng cho phép việc nuôi cấy các tế bào mới và tươi trong môi trường, do đó không có sự tái tạo vô hạn của các tế bào ban đầu. Người ta đã suy đoán rằng Carrel biết về lỗi này, nhưng ông không bao giờ thừa nhận nó.

### Thử nghiệm và khám phá
Hayflick lần đầu tiên nghi ngờ những tuyên bố của Carrel khi làm việc trong phòng thí nghiệm tại Viện Wistar. Hayflick nhận thấy rằng một trong những môi trường nuôi cấy nguyên bào sợi của người của ông đã phát triển một hình dạng khác thường, và sự phân chia tế bào đã chậm lại. Ban đầu, ông gạt phát hiện này sang một bên và coi nó là một sự bất thường do nhiễm bẩn hoặc lỗi kỹ thuật. Tuy nhiên, sau đó ông đã quan sát các môi trường nuôi cấy tế bào khác cũng có biểu hiện tương tự. Hayflick kiểm tra sổ ghi chép nghiên cứu của mình và rất ngạc nhiên khi thấy rằng các môi trường nuôi cấy tế bào không điển hình đã được nuôi cấy đến xấp xỉ lần nhân đôi thứ 40, trong khi đó các nền môi trường nuôi cấy trẻ hơn không bao giờ xảy ra những vấn đề tương tự. Hơn nữa, các điều kiện như môi trường nuôi cấy, vật chứa môi trường hay kỹ thuật viên đều là tương tự nhau giữa các môi trường nuôi cấy trẻ và già hơn mà ông quan sát. Điều này khiến ông nghi ngờ việc các kết quả trên xảy ra là do nhiễm bẩn hoặc lỗi kỹ thuật.
Tiếp theo Hayflick đặt ra mục tiêu chứng minh rằng việc chấm dứt khả năng sao chép tế bào bình thường mà ông quan sát được không phải là kết quả của sự lây nhiễm virus, điều kiện nuôi cấy kém hay một số yếu tố không xác định. Hayflick đã hợp tác với Paul Moorhead để dứt khoát thực hiện thí nghiệm nhằm loại bỏ việc cho rằng những yếu tố này là yếu tố gây bệnh. Là một nhà tế bào học lành nghề, Moorhead có thể phân biệt giữa tế bào đực và cái trong nuôi cấy. Thí nghiệm được tiến hành như sau: Hayflick trộn lẫn số lượng nguyên bào sợi đực bình thường đã phân chia nhiều lần (các tế bào ở quần thể nhân đôi lần thứ 40) với các nguyên bào sợi cái đã phân chia ít lần hơn (các tế bào ở quần thể nhân đôi lần thứ 15). Quần thể tế bào không trộn lẫn được giữ làm đối chứng. Sau 20 lần môi trường nuôi cấy hỗn hợp nhân đôi, chỉ còn lại các tế bào cái. Sự phân chia tế bào đã ngừng trong các môi trường nuôi cấy đối chứng không trộn lẫn tại thời điểm dự đoán; Khi môi trường nuôi cấy đối chứng đực ngừng phân chia, chỉ còn các tế bào cái trong môi trường nuôi cấy hỗn hợp. Điều này cho thấy rằng các lỗi kỹ thuật hay virus gây nhiễm bẩn không có khả năng là lời giải thích cho việc tại sao sự phân chia tế bào lại dừng lại ở các tế bào cũ hơn, và đã chứng minh được rằng trừ khi virus hoặc giả tượng có thể phân biệt giữa tế bào đực và cái (thứ chúng không thể thực hiện) thì việc ngừng nhân đôi của tế bào bình thường đã được điều chỉnh bởi một cơ chế đếm bên trong.
Những kết quả này đã bác bỏ tuyên bố bất tử của Carrel và xây dựng nên giới hạn Hayflick như một lý thuyết sinh học đáng tin cậy. Không giống như thí nghiệm của Carrel, Hayflick đã được các nhà khoa học khác tái hiện thành công.

## Các pha tế bào
Hayflick mô tả ba giai đoạn trong cuộc sống của các tế bào nuôi cấy bình thường. Khi bắt đầu thí nghiệm, ông đặt tên cho quá trình nuôi cấy chính là "giai đoạn một". Giai đoạn hai được định nghĩa là giai đoạn các tế bào đang tăng sinh; Hayflick gọi đây là thời điểm "tăng trưởng xa xỉ". Sau nhiều tháng nhân đôi các tế bào cuối cùng đạt đến giai đoạn ba, một hiện tượng mà ông đặt tên là "lão hóa", trong đó tốc độ sao chép của tế bào trở nên chậm lại trước khi dừng lại hoàn toàn.

## Chiều dài của telomere

Tế bào thai nhi bình thường điển hình của con người sẽ phân chia từ 50 đến 70 lần trước khi bị lão hóa. Khi tế bào phân chia, các telomere ở hai đầu của nhiễm sắc thể sẽ rút ngắn. Giới hạn Hayflick là giới hạn sao chép tế bào đạt được trong quá trình rút ngắn telomere với mỗi phần. Giai đoạn cuối này được gọi là lão hóa tế bào.

Giới hạn Hayflick đã được phát hiện có mối tương quan với chiều dài của vùng telomere ở cuối nhiễm sắc thể. Trong quá trình sao chép DNA của nhiễm sắc thể, các đoạn DNA nhỏ trong mỗi telomere không thể được sao chép và bị mất. Điều này xảy ra do tính chất sao chép DNA không đồng đều, trong đó các chuỗi dẫn và trễ không được sao chép đối xứng. Vùng telomere của DNA không mã hóa cho bất kỳ protein nào; nó chỉ đơn giản là một mã lặp đi lặp lại trên vùng kết thúc của nhiễm sắc thể nhân chuẩn tuyến tính. Sau nhiều lần phân chia, các telomere đạt đến độ dài tới hạn và tế bào trở nên lão hóa. Tại thời điểm này, một tế bào đã đạt đến giới hạn Hayflick.
Hayflick là người đầu tiên báo cáo rằng chỉ có các tế bào ung thư là bất tử. Điều này không thể được chứng minh cho đến khi ông chứng minh rằng chỉ có các tế bào bình thường là không bất tử. Lão hóa tế bào không xảy ra ở hầu hết các tế bào ung thư do sự biểu hiện của một enzyme gọi là telomerase. Enzyme này mở rộng telomere, ngăn chặn việc rút ngắn telomere của tế bào ung thư và mang lại cho chúng khả năng sao chép vô hạn. Một phương pháp điều trị ung thư được đề xuất là sử dụng các chất ức chế telomerase sẽ ngăn chặn sự phục hồi của telomere, cho phép tế bào ung thư chết như các tế bào cơ thể khác.